# Georges Henry
Georges Julien René Philippe Henry (Paris, 18 de julho de 1919 — Amparo, 27 de dezembro de 2017) foi um maestro, empresário, músico e filantropo francês radicado no Brasil. Foi o maestro que regeu a orquestra na inauguração da televisão brasileira. 

## Biografia
Desde pequeno tinha vocação para a música e o primeiro instrumento que aprendeu a tocar foi o trompete. Estudou num colégio católico onde teve contato com a música sacra e o jazz. 
Com o início da Segunda Guerra Mundial, foi morar em Cuba, onde iniciou a carreira como cantor do grupo "Lecuana Cuban Boys". Com este grupo, viajou o mundo e na década de 1940, em turnê pela América dom Sul, conheceu o Brasil, onde fez shows na "Boate Copacabana" e no "Cassino da Urca". No Rio de Janeiro, desligou-se do grupo e fixou residência depois que casou-se com uma carioca.
Ainda nos anos de 1940, montou uma orquestra ao mesmo tempo que começou a trabalhar no rádio. Transferiu-se para São Paulo, quando foi convidado para para ser o maestro no evento de inauguração da televisão no Brasil, na data histórica de 18 de setembro de 1950, dia de fundação da TV Tupi. Na sequência, foi contratado pela Tupi para ser o diretor musical da empresa, além de reger a orquestra em alguns programas, como o "Antárctica no mundo dos sons".
Na década de 1960, saiu da televisão e passou a trabalhar com produção audiovisual, cinema e documentários, abrindo uma empresa e um conservatório musical. Foi o fundador da "Georges Henry Associados", empresa pioneira na comunicação institucional audiovisual na América Latina.
É o autor do livro "Um músico e sete vidas" e em 1999, foi eleito para a "Academia Amparense de Letras".